# 大內密探零零發
《鹿鼎大帝》（英語：Forbidden City Cop）是1996年的一部賀歲電影，由周星驰和谷德昭联合导演。周星驰在影片中饰演一位不会武功的皇宫大内密探，平时除了当妇科大夫给人看病外，业余爱好是研究一些不被赏识的小发明；最后，靠着这些发明，他挫败了敌人的阴谋，拯救了整个国家。

## 劇情
零零恭、零零喜、零零發、零零財四個人，是負責保衛宋朝皇帝安全的「保龍一族」。阿恭、阿喜、阿財三人都是武藝高強的特工；阿發是唯一不懂武功的，只會搞些小發明，始終不被皇上重用，大多偽裝成婦科醫師給人看病，隨時等皇帝的詔命。
當時的中國北方，有女真族建立的金國，金國的「無相王」，是一位擁有無上武藝的高手，他練就「無相神功」，臉部沒有五官，可以「隔山打牛」，還可以幻化成他人狀貌，以欺騙他人，並一心想要侵略宋朝。
一日，無相王以解剖研究「天外飛仙」（外星人）屍體為名，召開醫學大會，欲把中原所有醫師引出，令中土軍隊無人醫理，乘機讓金兵南下，侵略漢族土地，但無相王未料竟騙出皇帝，並將三大高手殲滅，更是大喜過望。眼見皇帝將死于金國之手的關鍵時刻，零零發使用他發明的「直升機」和「機關槍」救出皇帝，並殺死了無相王的妻子及兒子。
零零發救駕有功，回國後獲得朝廷寵信、重賞。皇帝知道阿發的實力不容小覷，安排阿發到城中有名妓院「慧賢雅敘」刺探金國來的名妓琴操是否奸細，但阿發隨即愛上了美豔絕倫的琴操，原來，琴操是無相王所扮，意圖破壞阿發家庭，並瓦解皇帝對阿發的信任，陷阿發於不義，以替自己妻兒報仇。
實際上，阿發早看穿無相王陰謀，並在雷電劈中，內力暴增一億倍之時，使出一招威力無窮的絕招「天外飛仙」，擊敗無相王，挽救了中原漢族。

## 演员表
| 演員         | 角色                                                       |
| 周星馳       | 零零發                                                     |
| 劉嘉玲       | 嘉玲姐（零零發之妻） ( 引敵人入局，片中情節 : 最佳女主角 ) |
| 李若彤       | 琴操（無相王所偽裝）                                       |
| 羅家英       | 佛印                                                       |
| 張達明       | 皇帝                                                       |
| 劉以達       | 情報員（絕招「移魂大法」）                                 |
| 李力持       | 國師                                                       |
| Charles Shen | 零零恭（絕招「鐵布衫」）                                   |
| 吳育樞       | 零零喜（絕招「碎石腳」）                                   |
| 王均康       | 零零財（絕招「五形拳」）                                   |
| 袁祥仁       | 柳葉王（無相王之妻）                                       |
| 袁信義       | 陰陽王（無相王之子）                                       |
| 文雋         | 四條眉毛人見人愛陸小鳳（絕招「靈犀一指」）                 |
| 黃一飛       | 白雲城主葉孤城（絕招「天外飛仙」）                         |
| 黃智強       | 冷如冰寒如雪劍客西門吹雪（絕招「一劍西來」）               |
| 陳劍雲       | 風流盲俠花滿樓                                             |
| 潘恒生       | 零零發之岳父 ( 引敵人入局，片中情節 : 最佳男主角 )         |
| 朱咪咪       | 零零發之岳母                                               |
| 黎靖雪       | 零零發之家人                                               |
| 歐錦棠       | 外星人解剖會司儀                                           |
| Bill Loh     |                                                            |
| 谷德昭       | 醫師（發明枇杷膏）                                         |
| 黃老邪       | 醫師（發現大麻，絕招「老邪刀法」）                         |
| 苑瓊丹       | 慧賢雅敘龜婆                                               |
| 王英杰       |                                                            |
| 葉偉信       | 慧賢雅敘嫖客                                               |
| 謝魯駟       |                                                            |
| 楊若蓮       | 求診病人                                                   |
| 江欣燕       | 求診病人                                                   |
| 植敬雯       | 求診病人                                                   |
| 李健仁       | 後宮佳麗                                                   |

## 獎項
| 年份 | 頒獎典禮                  | 獎項       | 名單           | 結果 |
| ---- | ------------------------- | ---------- | -------------- | ---- |
| 1997 | 第3屆香港電影評論學會大獎 | 最佳電影   |                | 提名 |
| 1997 | 第3屆香港電影評論學會大獎 | 最佳導演   | 周星馳、谷德昭 | 提名 |
| 1997 | 第3屆香港電影評論學會大獎 | 最佳男演員 | 周星馳         | 提名 |
| 1997 | 第3屆香港電影評論學會大獎 | 最佳女演員 | 劉嘉玲         | 提名 |
| 1997 | 第3屆香港電影評論學會大獎 | 推薦電影   |                | 獲獎 |

## 影片笑點
- 四大高手皇城上比武
- 周星馳與情報員問診時：「你還學女人說話、是想殺死我啊？」
- 周星馳：「這招就是－天外飛仙」 國師：「佢玩你喎 皇上」（他玩你啊 皇上）
- 外星人解剖會：譏諷當時亞洲電視的《今日睇真D》節目播出外星人影片的手法，而當時飾演外星人解剖會司儀的歐錦棠正是《今日睇真D》的主持人之一。
- 龜婆：「我好想打人 能不能讓我狠狠賞他幾個耳光？」
- 佛印：「好難捉摸呀！」笑場
- 情報員「頭暈 頂唔住了！」（頭暈 頂不住了）作嘔吐狀於使用移魂大法後

## 表達手法
- 把古龙武侠小说中包括陆小凤、西门吹雪、叶孤城、花满楼在内的风云人物諧謔了一番。
- 磁石、螺旋槳、無相王之子的打鬥場面、嘉玲姐跟零零發一起使用的圍棋盤式按摩法、佛印持續搖頭、零零發和琴操各自女扮男男扮女等片段...
- 影射香港亞洲電視今日睇真D解剖外星人片段。
- 袁祥仁再次飾演反串老婦人角色，復刻八十年代袁家班武打電影（《奇門遁甲》、《天師撞邪》）時的形象。
- 末段有一幕頒獎典禮，零零發頒發最佳女主角比妻子嘉玲姐後，到壓軸頒最佳男主角時，卻頒發比嘉玲姐的父親，阿發與佛印議論一番，指阿發的演技過於浮誇而落選，據聞正是香港電影金像獎對周星馳演技的批評。